# Antoni Baraniak
Antoni Baraniak (1 tháng 1 năm 1904 - 13 tháng 8 năm 1977) là một giám mục của Giáo hội Công giáo người Ba Lan. Ông là tu sĩ của dòng Dòng Salêdiêng Don Bosco và là Tổng Giám mục của Poznań từ giữa năm 1957 cho đến khi ông qua đời. Baraniak học ở Ba Lan và ở Rome trước khi được thụ phong linh mục. Ông từng là thư ký riêng cho các Hồng y August Hlond và Stefan Wyszyński và phục vụ trong cả cuộc Thế chiến thứ hai cũng như dưới thời cộng sản. Ông đã phục vụ như một giám mục ở Gniezno trước khi được bổ nhiệm làm tổng giám mục mặc dù ngay trước đó đã bị bắt. Các nhà chức trách cộng sản đã thẩm vấn và tra tấn Baraniak khi ông bị giam giữ nhưng vẫn im lặng và từ chối nói cho những kẻ bắt giữ ông về các hoạt động của các quan chức. Tòa Thánh đang mở án phong chân phước cho ông vì danh tiếng về sự thánh thiện của Baraniak và bản chất của cuộc đời của ông đã thúc đẩy những lời kêu gọi ông được phong chân phước với 3000 người ký vào đơn thỉnh cầu yêu cầu các cơ quan có thẩm quyền của Giáo hội Công giáo khởi động quy trình phong chân phước cho ông. Tổng Giám mục Stanisław Gądecki đã thông báo vào ngày 6 tháng 10 năm 2017 rằng ông sẽ yêu cầu Bộ Phong Thánh khởi động tiến trình sẽ bắt đầu tại Poznań. 